# Габорьо, Андре
Андре Габорьо (фр. André Gaboriaud, 1 мая 1895 — 23 ноября 1969) — французский фехтовальщик, призёр Олимпийских игр.

## Биография
Родился в 1895 году в Жемозаке. В 1928 году стал серебряным призёром Олимпийских игр в Амстердаме.